# Avenida de la Cultura
La Avenida de la Cultura es una de las principales avenidas de la ciudad de Cusco, en el Perú. Se extiende de oeste a este en los distritos de Cusco, Wanchaq, San Sebastián y San Jerónimo extendiéndose por casi 13 kilómetros con lo que se convierte en la avenida más larga de la ciudad.

## Recorrido

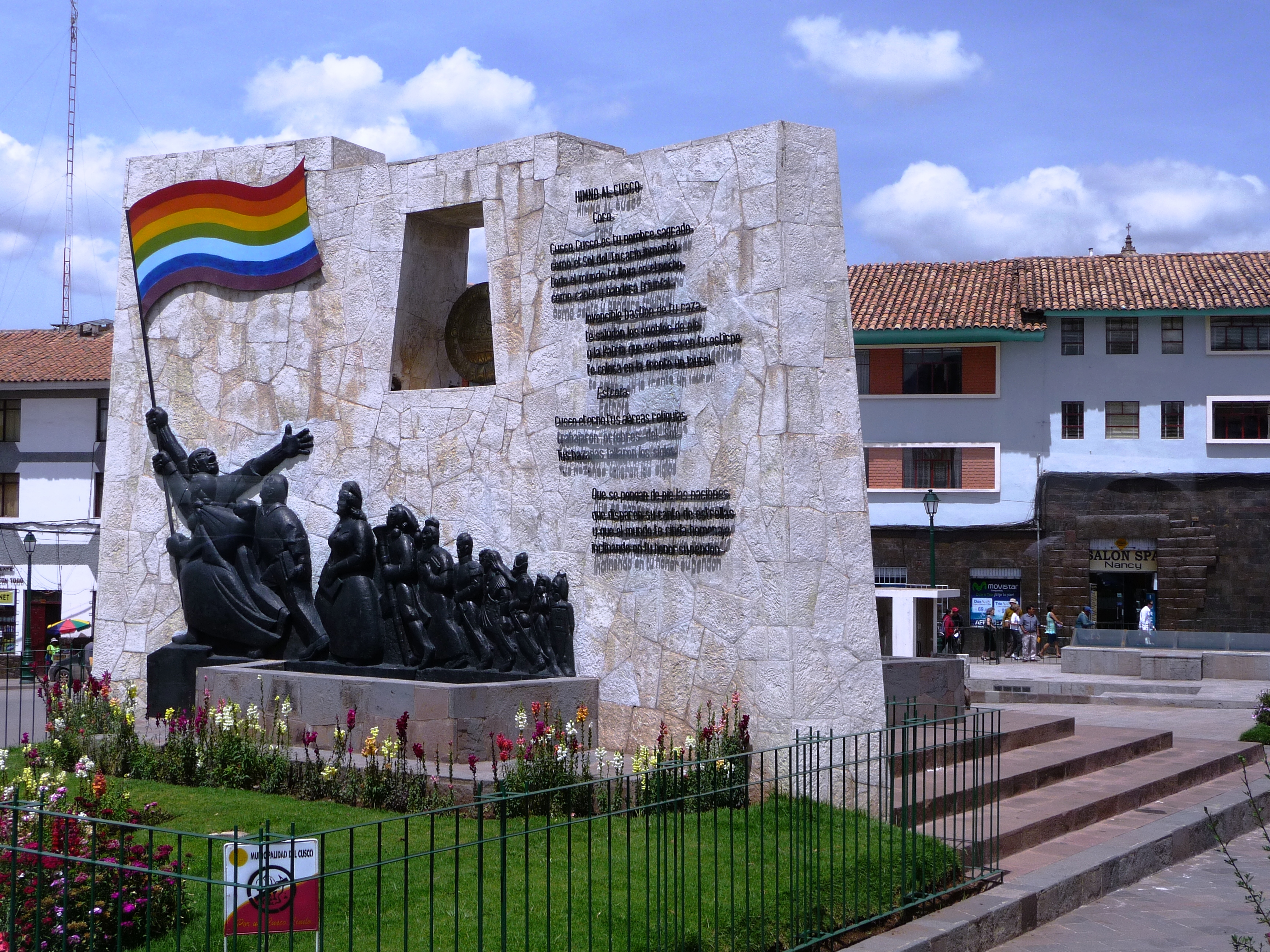
Vista posterior del Monumento a los fundadores de la ciudad en la Plaza Limaqpampa

Se inicia en la Avenida Tullumayu formando, junto con la Calle Arcopunco, la  plaza Limaqpampa en la que se levanta el monumento a los fundadores de la ciudad, Manco Capac y Mama Ocllo. Al lado norte de su segunda cuadra se encuentra el Estadio Universitario que es el estadio más antiguo de la ciudad para la práctica del fútbol. En la siguiente cuadra, antes del cruce con el Callejón Retiro se encuentra el Colegio Clorinda Matto de Turner. En la vereda sur, al frente tanto del estadio Universitario como del Colegio Clorinda Matto, se encuentra el Jardín de la Cerveza Cusqueña. 

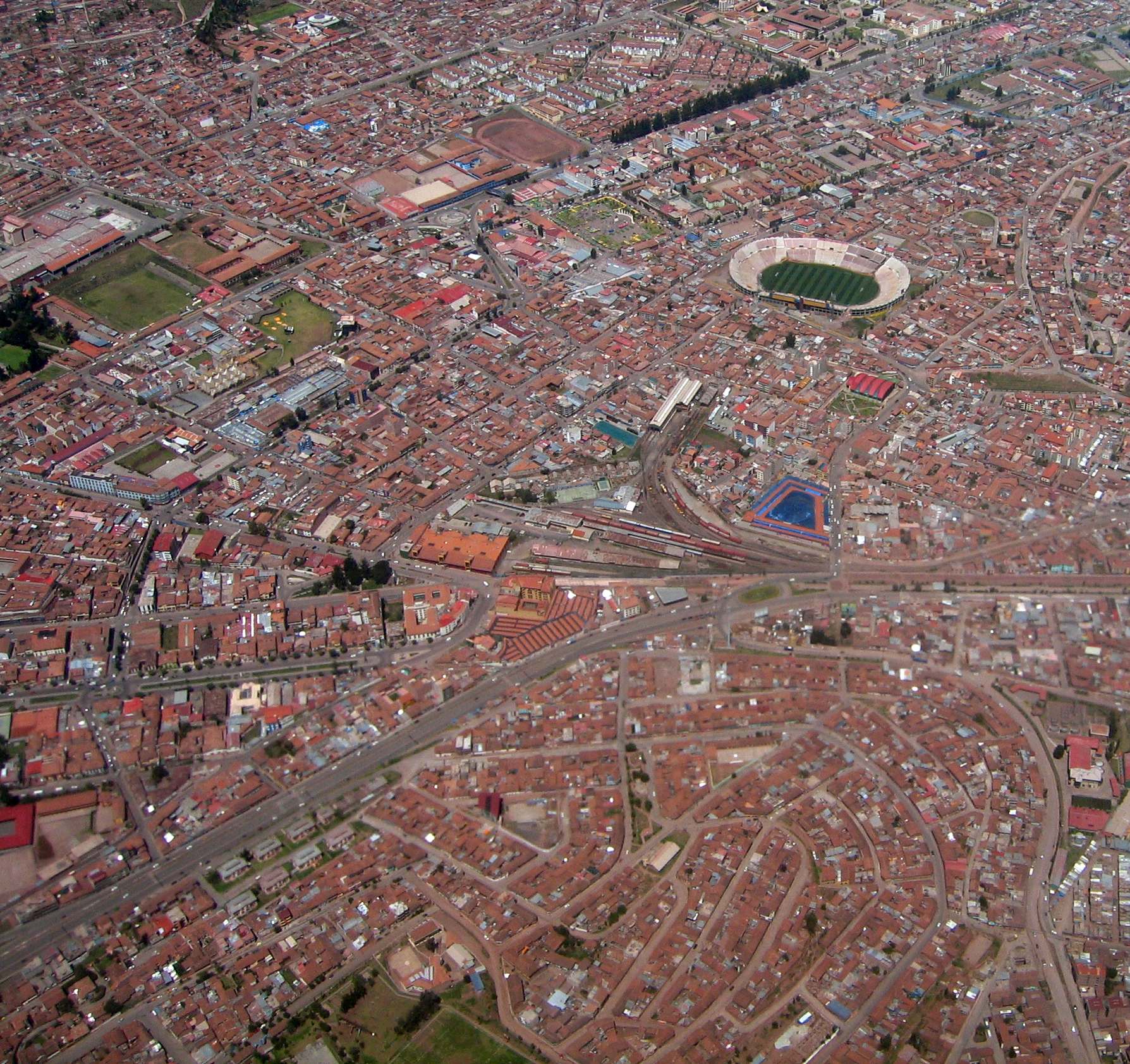
Vista aérea de la ciudad del Cusco. Nótese a la Avenida de la Cultura en la parte superior de la imagen destacándose el estadio universitario y a su costado el Colegio Clorinda Matto de Turner, el óvalo Garcilaso, el Colegio Garcilaso con su estadio en malas condiciones y la alameda que se levanta frente a la urbanización Mariscal Gamarra.

Cruzando el Callejón Retiro, se extienden en la vereda norte el Conjunto Habitacional Zarumilla y el Colegio Inca Garcilaso de la Vega y su estadio. En la vereda sur el óvalo Garcilaso en la confluencia con la Avenida Ramón Zavaleta. En este punto se encuentran oficinas de diversas instituciones financieras como la Caja Municipal Arequipa y la Caja Municipal Cusco. Asimismo, frente a dicho óvalo se levanta el edificio de la Municipalidad Distrital de Wanchaq y el paradero Garcilaso, primer paradero de transporte público de la vía. 
Luego del estadio del Colegio Garcilaso, la avenida hace esquina con la Avenida Mariscal Gamarra y se extiende, en la vereda norte, la Urbanización Mariscal Gamarra. En la vereda sur existen establecimientos comerciales de todo rubro, principalmente, restaurantes y supermercados. En la octava cuadra, al norte, se extiende el Parque Mariscal Gamarra que forma parte de la urbanización del mismo nombre y al sur está el edificio de la Alianza Francesa. La urbanización Mariscal Gamarra termina en el cruce de la avenida con la Avenida Universitaria. Tras este cruce se levanta, en la vereda norte, el campus principal de la Universidad Nacional San Antonio Abad del Cusco. La universidad se extiende desde la cuadra nueve hasta la cuadra trece terminando en el cruce con la avenida Víctor Raúl Haya de la Torre donde se levanta una estatua de ese líder político. 
En la cuadra catorce, en la vereda norte se levanta el Consejo Regional Cusco del Colegio Médico del Perú y el Hospital Regional del Cusco hasta la cuadra quince. En la cuadra dieciséis, en la vereda sur, se da el cruce con la Avenida Diagonal Angamos que lleva a la Avenida Huayruropata. En la cuadra diecisiete se levanta, en la vereda sur la oficina principal de la Caja Municipal de Ahorro y Crédito Cusco mientras que al norte se extiende la urbanización Manuel Pardo que se caracteriza por sus calles con nombres de restos arqueológicos incas.
En la cuadra diecinueve, en la vereda norte, se extiende el Real Plaza Cusco y el Seminario de San Antonio Abad así como el colegio del mismo nombre. Contiguo a este seminario, se extiende la Urbanización Magisterio y, al sur, la Urbanización Santa Mónica formando ambas una de las más clásicas zonas residenciales de la clase alta cusqueña. En el lado sur, Santa Mónica colinda con la Urbanización Marcavalle. Antes del cruce con la avenida Santa Ursula, en la vereda sur se encuentra el Centro Juvenil de Diagnóstico y Rehabilitación Marcavalle. El cruce de la avenida con la Avenida Manantiales se da a través de un paso a desnivel y marca el límite entre el distrito de Wanchaq y el distrito de San Sebastián al que se ingresa.

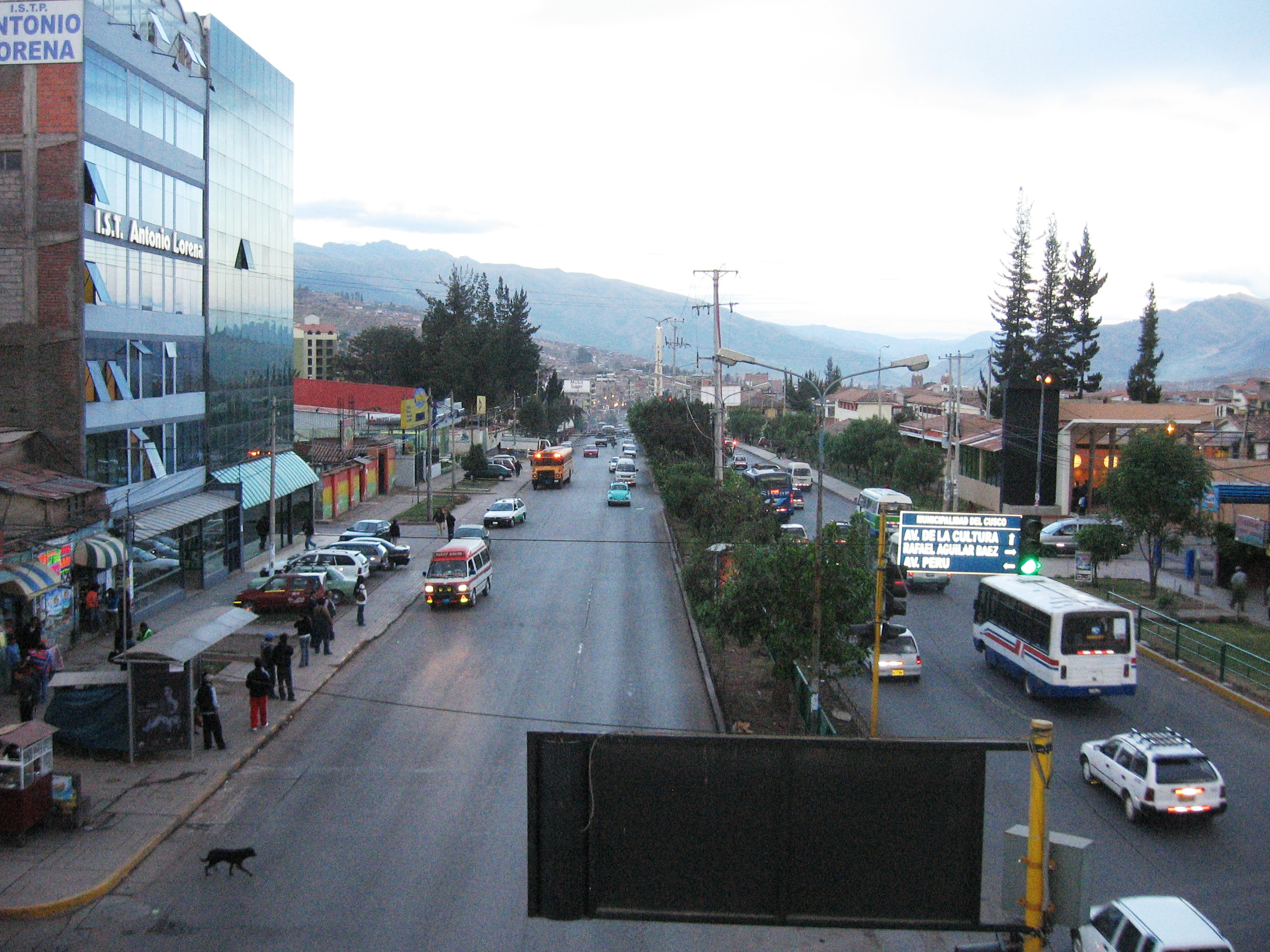
Vista hacia el este de la Avenida de la Cultura desde el cruce con la avenida Rafael Aguilar Páez entre las urbanizaciones Magisterio (a la izquierda) y Marcavalle (a la derecha).

A cuatro cuadras del ingreso al distrito de San Sebastián, en la vereda norte se levanta el local del Supermercado Tottus frente al cuarto paradero San Sebastián y el cruce con la avenida Tomás Tuyro Tupac. Más adelante se encuentra la oficina de la SUNAT y en el cruce con la calle Los Geranios la Comisaría San Sebastián de la Policía Nacional del Perú. A partir de ese sector, la avenida va dejando de lado su eminente carácter comercial y empieza a tener un carácter residencial con pocos establecimientos comerciales de pan llevar. Cercano a la mitad de su extensión total, se encuentra el límite entre los distritos de San Sebastián y San Jerónimo dando lugar a las urbanizaciones Cachimayo y Larapa.

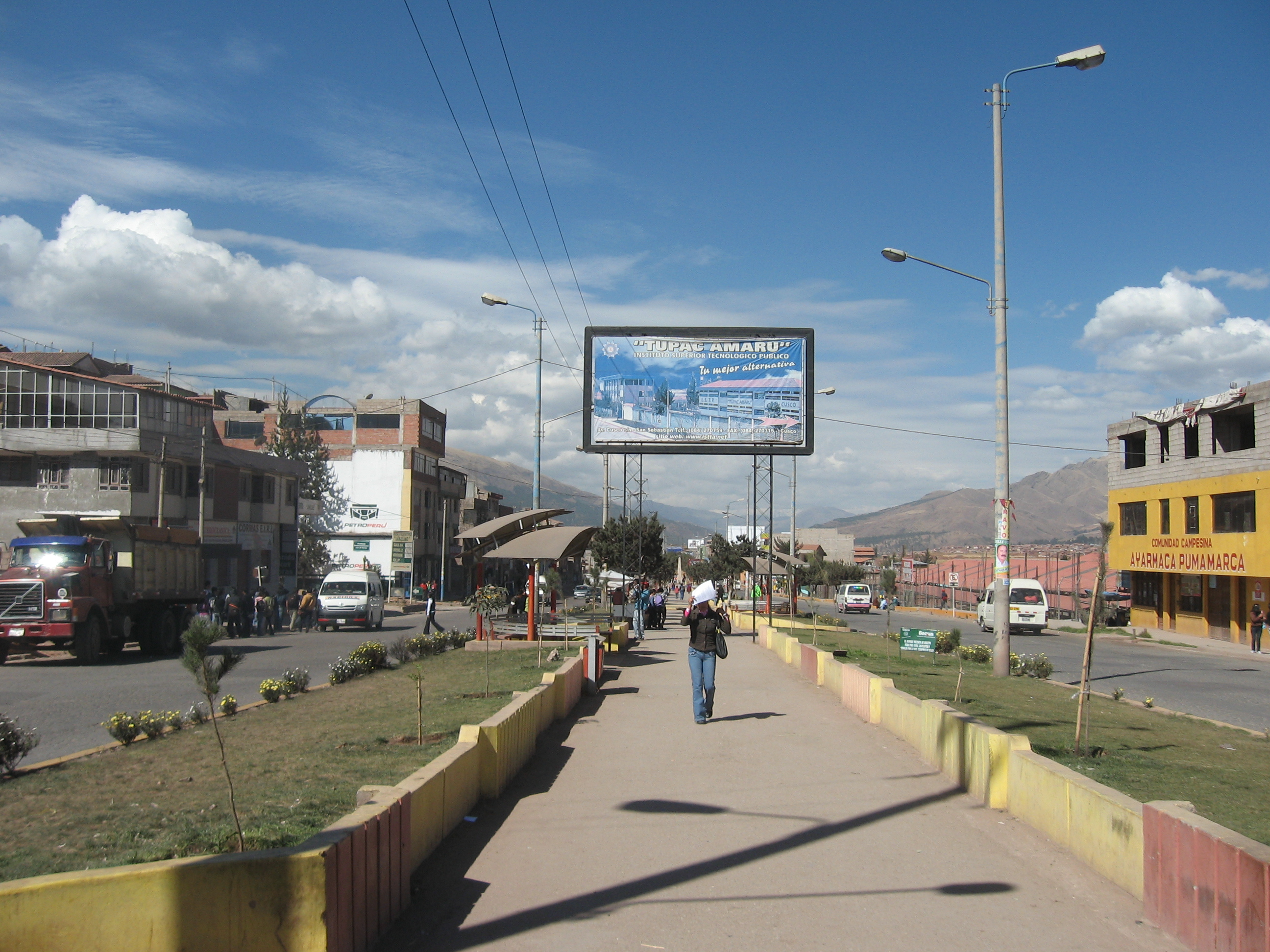
Vista de la Avenida en el distrito de San Sebastián.

Ya dentro del distrito de San Jerónimo hacia los 9 kilómetros de recorrido, se levanta en la vereda norte el Centro Penitenciario Qqenccoro. Cuatrocientos metros más adelante, en el cruce con la avenida Circunvalación Norte se encuentra la Comisaría San Jerónimo de la Policía Nacional. Hacia los últimos metros de la avenida, cerca al intercambio vial Angostura, se levanta hacia el sur la Planta de Tratamiento de Aguas Residuales y, en la vereda norte, el local de la facultad de derecho y ciencia política de la Universidad Andina del Cusco.
Luego del intercambio vial Angostura, en cuyo puente la avenida cruza el río Huatanay, la avenida se fusiona con la Vía de Evitamiento y forma la carretera rumbo a la provincia de Paucartambo y otras provincias del oriente y sur cusqueño.

#### Libros y publicaciones
- Pinedo Véliz, Juan Carlos Dimas (2017). Evaluación superficial de la avenida la cultura en el distrito de wanchaq-cusco a través del método del PCI (Licentiatura). Universidad César Vallejo - Facultad de Ingeniería. Consultado el 25 de agosto de 2019. (enlace roto disponible en Internet Archive; véase el historial, la primera versión y la última).